# Richard Peto
Sir Richard Peto (* 14. Mai 1943) ist ein britischer Statistiker und Epidemiologe.

## Werdegang
Peto besuchte das Taunton's College in Southampton, bevor er an der University of Cambridge Naturwissenschaften studierte. Seinen MSc in Statistik bekam er 1967 an der University of London. Seit 1969 ist er an der University of Oxford. Dort wurde er 1992 zum Professor für Medizinische Statistik und Epidemiologie ernannt.

## Werk
Peto hat entscheidende Beiträge zur Entwicklung der Metaanalyse geliefert. Für diese Leistung wurde er 1989 Fellow of the Royal Society. Das Peto’s paradox („Petos Paradoxon“) trägt seinen Namen. An der British Doctors Study arbeitete Peto von 1971 bis zum Studienende 2001 mit.
Bekannt ist Peto für seinen Einsatz gegen das Tabakrauchen. So hat Peto beispielsweise errechnet, dass „das freie Verteilen von Zigaretten an britische Soldaten im Ersten Weltkrieg über die Jahrzehnte insgesamt mehr Opfer gekostet hat, als der Krieg selbst.“ Von Peto stammt auch die Aussage, dass „Rauchen hat mehr Krebs verursacht, als die Medizin je geheilt hat.“
Etwa 500 Publikationen tragen Petos Namen. Er gehört zu den 20 am meisten zitierten medizinischen Forschern der Welt.

## Auszeichnungen
- 1986: Guy-Medaille in Silber
- seit 1989: Fellow of the Royal Society
- 1992: Gairdner Foundation International Award
- 1994: Médaille de la Ville de Paris
- 1999: zum Knight Bachelor geschlagen[4]
- 2000: finnischer Akademiker der Wissenschaft (Tieteen akateemikko)
- 2000: Prinz-Mahidol-Preis
- 2002: Royal Medal in Mathematik
- 2002: Charles S. Mott Prize
- 2003: Weldon Memorial Prize
- 2005: König-Faisal-Preis
- 2008: A.H.-Heineken-Preis für Medizin[5]
- 2009: Charles Rodolphe Brupbacher Preis für Krebsforschung gemeinsam mit Nubia Muñoz
- 2013: Pasarow Award
- 2014: Richard Doll Prize in Epidemiology